# Grand Prix moto d'Espagne 1995
Le  Grand Prix moto d'Espagne 1995 est la quatrième manche du championnat du monde de vitesse moto 1995. La compétition s'est déroulée entre le 5 au 7 mai 1995 sur le circuit permanent de Jerez.
C'est la 41e édition du Grand Prix moto d'Espagne.

## Classement final 500 cm3
| Pos  | Pilote               | Constructeur  | Temps/Écart     | Points |
| ---- | -------------------- | ------------- | --------------- | ------ |
| 1    | Alberto Puig         | Honda         | 47 min 45 s 728 | 25     |
| 2    | Luca Cadalora        | Yamaha        | +5 s 093        | 20     |
| 3    | Alex Criville        | Honda         | +14 s 031       | 16     |
| 4    | Norifumi Abe         | Yamaha        | +14 s 264       | 13     |
| 5    | Alex Barros          | Honda         | +22 s 141       | 11     |
| 6    | Loris Capirossi      | Honda         | +22 s 798       | 10     |
| 7    | Daryl Beattie        | Suzuki        | +36 s 499       | 9      |
| 8    | Shinichi Itoh        | Honda         | +42 s 741       | 8      |
| 9    | Juan Borja           | ROC Yamaha    | +46 s 492       | 7      |
| 10   | Cristiano Migliorati | Harris Yamaha | +1 min 18 s 644 | 6      |
| 11   | Jeremy McWilliams    | Yamaha        | +1 min 18 s 682 | 5      |
| 12   | Neil Hodgson         | ROC Yamaha    | +1 min 24 s 628 | 4      |
| 13   | Laurent Naveau       | ROC Yamaha    | +1 min 31 s 259 | 3      |
| 14   | Eugene McManus       | Harris Yamaha | +1 min 31 s 947 | 2      |
| 15   | Bruno Bonhuil        | ROC Yamaha    | +1 tour         | 1      |
| 16   | Brian Morrison       | Harris Yamaha | +1 tour         |        |
| 17   | Bernard Haenggeli    | Harris Yamaha | +1 tour         |        |
| Abd. | Sean Emmett          | Harris Yamaha | Abandon         |        |
| Abd. | Lucio Pedercini      | ROC Yamaha    | Abandon         |        |
| Abd. | Bernard Garcia       | ROC Yamaha    | Abandon         |        |
| Abd. | Jim Filice           | Harris Yamaha | Abandon         |        |
| Abd. | Mickael Doohan       | Honda         | Abandon         |        |
| Abd. | Andrew Stroud        | ROC Yamaha    | Abandon         |        |
| Abd. | James Haydon         | Harris Yamaha | Abandon         |        |
| Abd. | Marc Garcia          | ROC Yamaha    | Abandon         |        |
| Abd. | Jean-Pierre Jeandat  | Paton         | Abandon         |        |
| Abd. | Loris Reggiani       | Aprilia       | Abandon         |        |
| Abd. | Scott Gray           | Harris Yamaha | Abandon         |        |
| Abd. | Adrien Bosshard      | ROC Yamaha    | Abandon         |        |

## Classement final 250 cm3
| Pos  | Pilote                   | Constructeur | Temps/Écart     | Points |
| ---- | ------------------------ | ------------ | --------------- | ------ |
| 1    | Tetsuya Harada           | Yamaha       | 46 min 25 s 162 | 25     |
| 2    | Max Biaggi               | Aprilia      | +9 s 746        | 20     |
| 3    | Luis d'Antin             | Honda        | +9 s 904        | 16     |
| 4    | Doriano Romboni          | Honda        | +9 s 924        | 13     |
| 5    | Ralf Waldmann            | Honda        | +10 s 196       | 11     |
| 6    | Tadayuki Okada           | Honda        | +10 s 424       | 10     |
| 7    | Jean-Philippe Ruggia     | Honda        | +15 s 114       | 9      |
| 8    | Nobuatsu Aoki            | Honda        | +38 s 755       | 8      |
| 9    | Jean-Michel Bayle        | Aprilia      | +41 s 447       | 7      |
| 10   | Roberto Locatelli        | Aprilia      | +41 s 863       | 6      |
| 11   | Niall Mackenzie          | Aprilia      | +50 s 820       | 5      |
| 12   | Olivier Jacque           | Honda        | +51 s 303       | 4      |
| 13   | Jurgen Fuchs             | Honda        | +51 s 396       | 3      |
| 14   | Alessandro Gramigni      | Honda        | +53 s 216       | 2      |
| 15   | Olivier Petrucciani      | Aprilia      | +57 s 348       | 1      |
| 16   | Patrick vd Goorbergh     | Aprilia      | +1 min 04 s 671 |        |
| 17   | José Luis Cardoso        | Aprilia      | +1 min 04 s 782 |        |
| 18   | Adolf Stadler            | Aprilia      | +1 min 07 s 700 |        |
| 19   | Jurgen van den Goorbergh | Honda        | +1 min 10 s 065 |        |
| 20   | Régis Laconi             | Honda        | +1 min 11 s 338 |        |
| 21   | Luis Maurel              | Honda        | +1 min 12 s 155 |        |
| 22   | Bernd Kassner            | Aprilia      | +1 min 29 s 293 |        |
| 23   | Gregorio Lavilla         | Honda        | +1 min 30 s 176 |        |
| 24   | Ramon Mesa               | Yamaha       | +1 min 30 s 275 |        |
| 25   | Javier Diaz              | Honda        | +1 tour         |        |
| Abd. | Carlos Checa             | Honda        | Abandon         |        |
| Abd. | Javier Rodriguez         | Honda        | Abandon         |        |
| Abd. | Eskil Suter              | Aprilia      | Abandon         |        |
| Abd. | Pere Riba                | Aprilia      | Abandon         |        |
| Abd. | Miguel Angel Castilla    | Yamaha       | Abandon         |        |
| Abd. | Sadanori Hikita          | Honda        | Abandon         |        |
| Abd. | Kenny Roberts Jr         | Yamaha       | Abandon         |        |
| Abd. | Javier Marsella          | Honda        | Abandon         |        |
| Abd. | Takeshi Tsujimura        | Honda        | Abandon         |        |

## Classement final 125 cm3
| Pos  | Pilote             | Constructeur | Temps/Écart     | Points |
| ---- | ------------------ | ------------ | --------------- | ------ |
| 1    | Haruchika Aoki     | Honda        | 43 min 01 s 696 | 25     |
| 2    | Stefano Perugini   | Aprilia      | +0 s 012        | 20     |
| 3    | Dirk Raudies       | Honda        | +0 s 742        | 16     |
| 4    | Peter Öttl         | Aprilia      | +3 s 262        | 13     |
| 5    | Noboru Ueda        | Honda        | +3 s 416        | 11     |
| 6    | Kazuto Sakata      | Aprilia      | +3 s 952        | 10     |
| 7    | Emilio Alzamora    | Honda        | +5 s 298        | 9      |
| 8    | Akira Saito        | Honda        | +11 s 140       | 8      |
| 9    | Tomomi Manako      | Honda        | +11 s 273       | 7      |
| 10   | Herri Torrontegui  | Honda        | +13 s 311       | 6      |
| 11   | Gianluigi Scalvini | Aprilia      | +23 s 146       | 5      |
| 12   | Garry McCoy        | Honda        | +24 s 424       | 4      |
| 13   | Jorge Martínez     | Yamaha       | +29 s 863       | 3      |
| 14   | Oliver Koch        | Aprilia      | +30 s 036       | 2      |
| 15   | Masaki Tokudome    | Aprilia      | +38 s 050       | 1      |
| 16   | Yoshiaki Katoh     | Yamaha       | +38 s 878       |        |
| 17   | Hideyuki Nakajo    | Honda        | +39 s 356       |        |
| 18   | Takehiro Yamamoto  | Honda        | +45 s 726       |        |
| 19   | Vittorio Lopez     | Aprilia      | +46 s 242       |        |
| 20   | Andrea Ballerini   | Aprilia      | +46 s 311       |        |
| 21   | Hiroyuki Kikuchi   | Honda        | +1 min 00 s 274 |        |
| 22   | Josep Sarda        | Honda        | +1 min 05 s 084 |        |
| 23   | Yoshiyuki Sugai    | Honda        | +1 min 15 s 103 |        |
| 24   | Andrés Sanchez     | Aprilia      | +1 min 15 s 404 |        |
| 25   | Tomoko Igata       | Honda        | +1 min 15 s 446 |        |
| 26   | Gabriele Debbia    | Yamaha       | +1 min 15 s 656 |        |
| 27   | José Dubon         | Honda        | +1 tour         |        |
| Abd. | Luis Alvaro        | Honda        | Abandon         |        |
| Abd. | Ken Miyasaka       | Honda        | Abandon         |        |
| Abd. | Ivan Cremonini     | Honda        | Abandon         |        |
| Abd. | Loek Bodelier      | Aprilia      | Abandon         |        |
| Abd. | Manfred Geissler   | Aprilia      | Abandon         |        |